# Welvarend Suzhou
Welvarend Suzhou (traditioneel Chinees: 姑蘇繁華圖; pinyin: Gūsū Fánhuá Tú), oorspronkelijk Ontluikend leven in een luisterrijk tijdperk (盛世滋生圖; pinyin: Shèngshì Zīshēng Tú) getiteld, is een Chinese schildering op handrol, die de hofschilder Xu Yang in 1759 voltooide. Het beeldt het dagelijkse leven van Suzhou af tijdens de Qing-dynastie. De schildering is uitgevoerd met Oost-Indische inkt en pigmenten op zijde en is 35,8 hoog en 1225 centimeter lang. Het bevindt zich in de collectie van het Provinciaal Museum Liaoning in Shenyang.

## Geschiedenis
Xu Yang was omstreeks 1750 tot 1776 als kunstschilder actief. Hij diende als hofschilder onder keizer Qianlong, de belangrijkste kunstmecenas sinds Huizong van de Song-dynastie. Qianlongs hang naar opsmuk en liefde voor de perfectionische Song-stijl wordt duidelijk weerspiegelt in de hovelijke schilderkunst. Hetzelfde kan gezegd worden van de toenemende westerse invloeden.
In 1751 gaf Qianlong opdracht voor de vervaardiging van een panorama van Suzhou, nadat hij van een inspectiereis in het zuiden in Peking terug was gekeerd. Xu, die zelf uit Suzhou kwam, deed er ettelijke jaren over om het kunstwerk met de hulp van zijn assistenten te voltooien. De oorspronkelijke titel Ontluikend leven in een luisterrijk tijdperk werd in de jaren 1950 veranderd in Welvarend Suzhou.

## Beschrijving
Welvarend Suzhou is een combinatie van traditionele stijlen en westerse invloeden, zoals lijnperspectief.
De handrol toont in detail het dagelijkse leven in Suzhou, een van de grootste Chinese steden in die tijd. Het panorama beslaat enkele tientallen kilometers en toont zowel het welvarende stadsleven als het omliggende landschap. Het telt ruim 4800 figuren, 2000 bouwwerken en 400 boten.
Volgens Xu's inscriptie aan het eind van de rol beeldt het de vrede en voorspoed af onder het bewind van Qianlong. De inscriptie vervolgt met een beschrijving van de rol; van de berg Lingyan uiterst rechts via de stad naar de Tijgerheuvel.

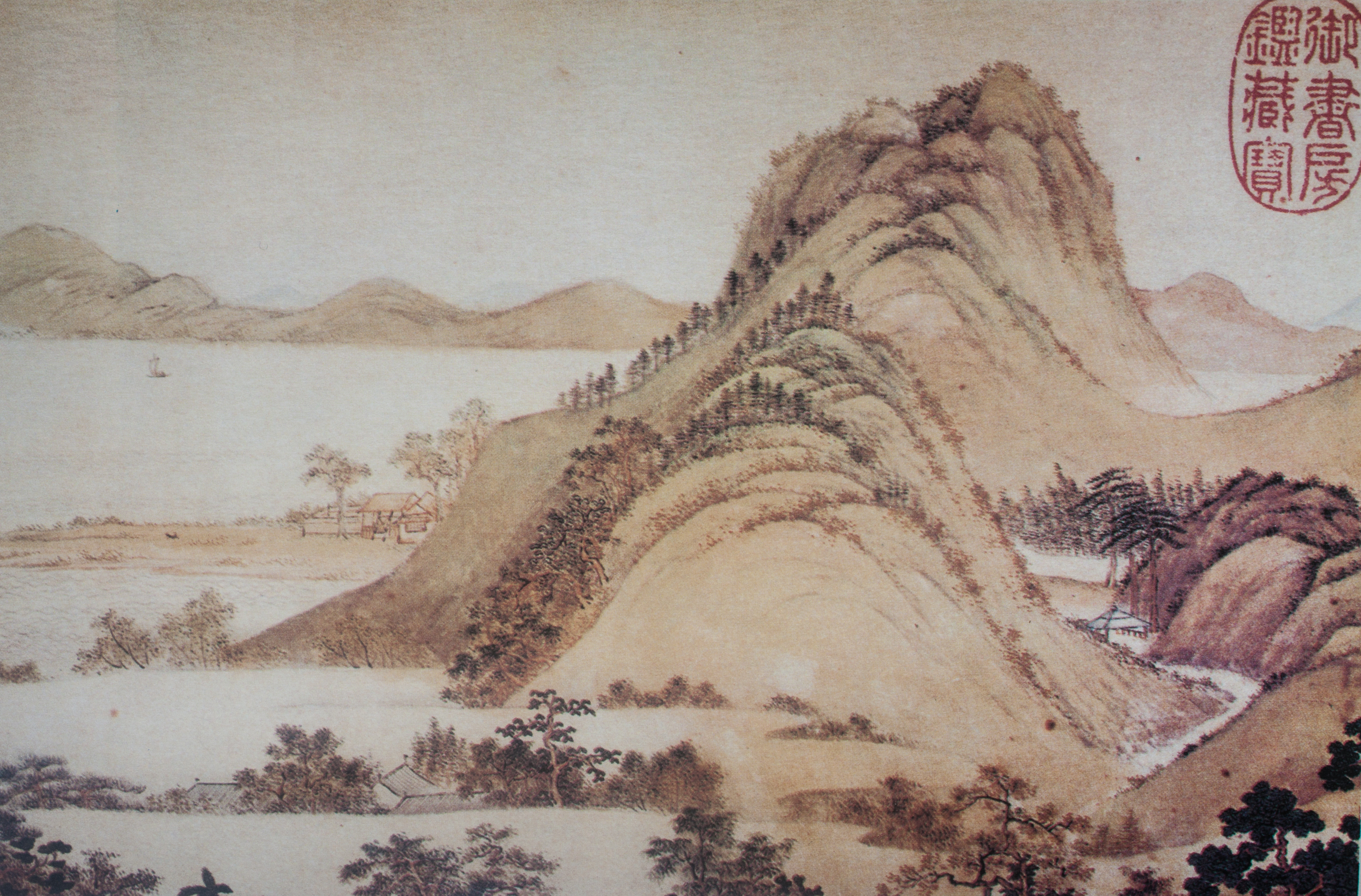
De berg Lingyan
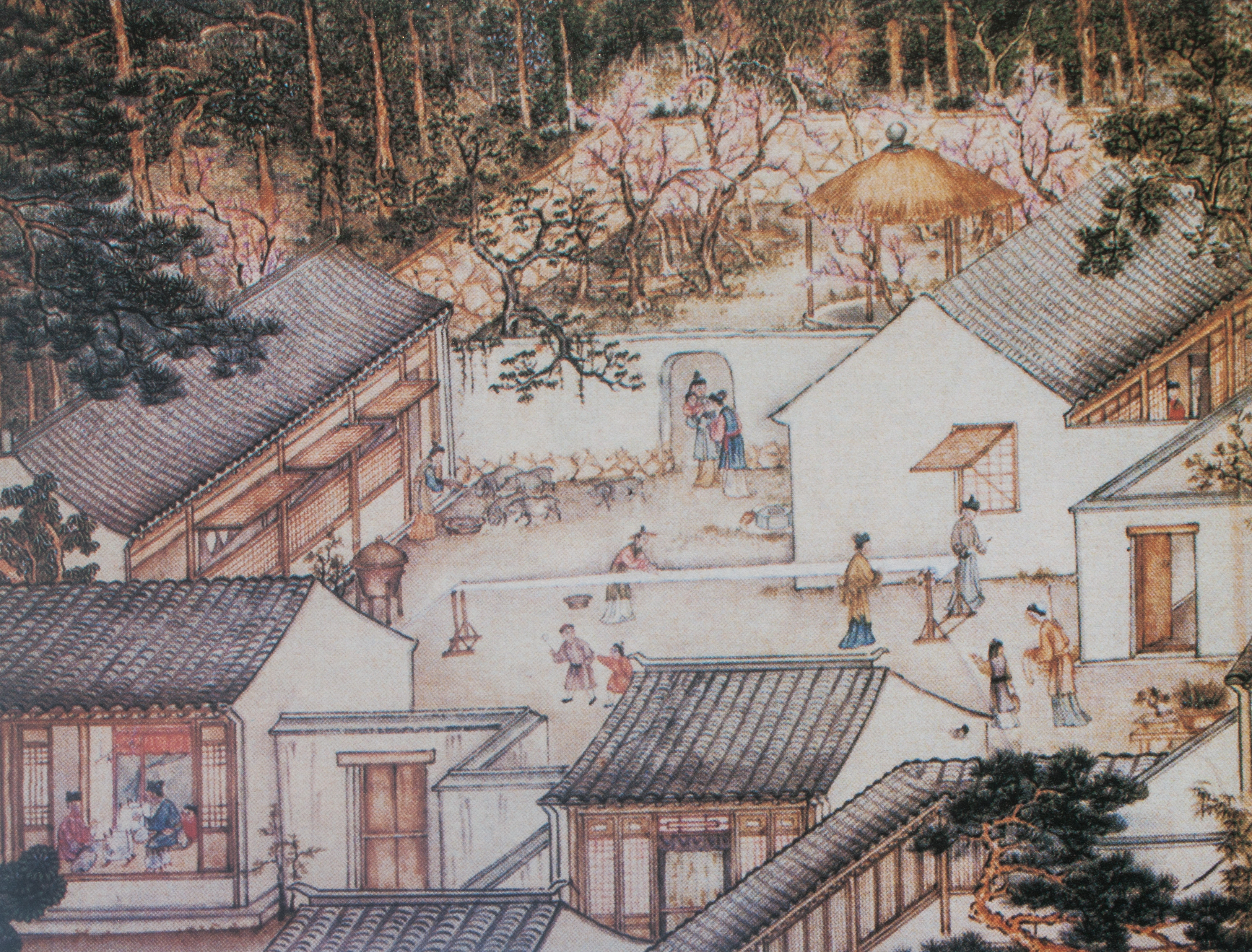
Dorpsvrouwen aan het werk
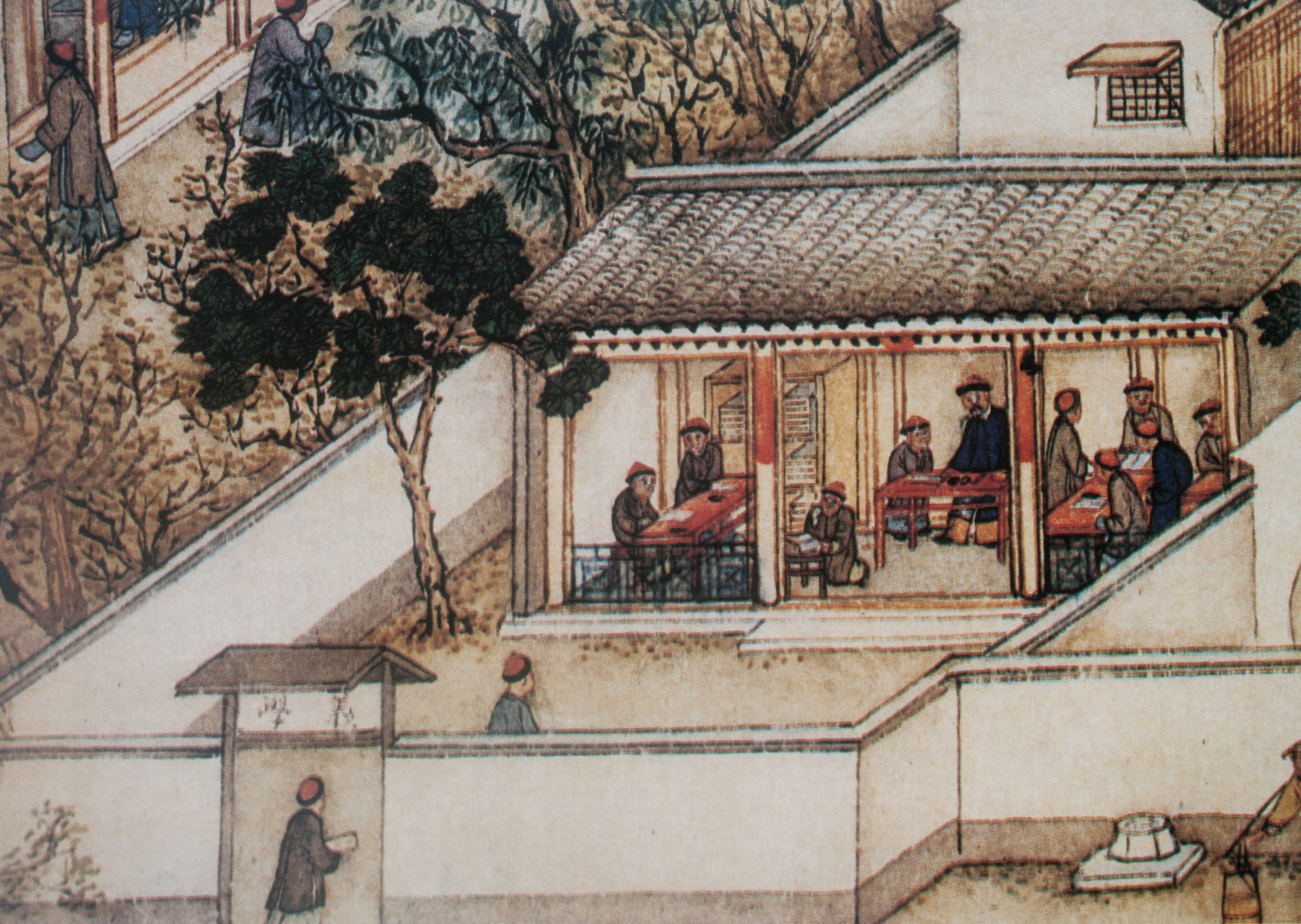
Dorpsschool
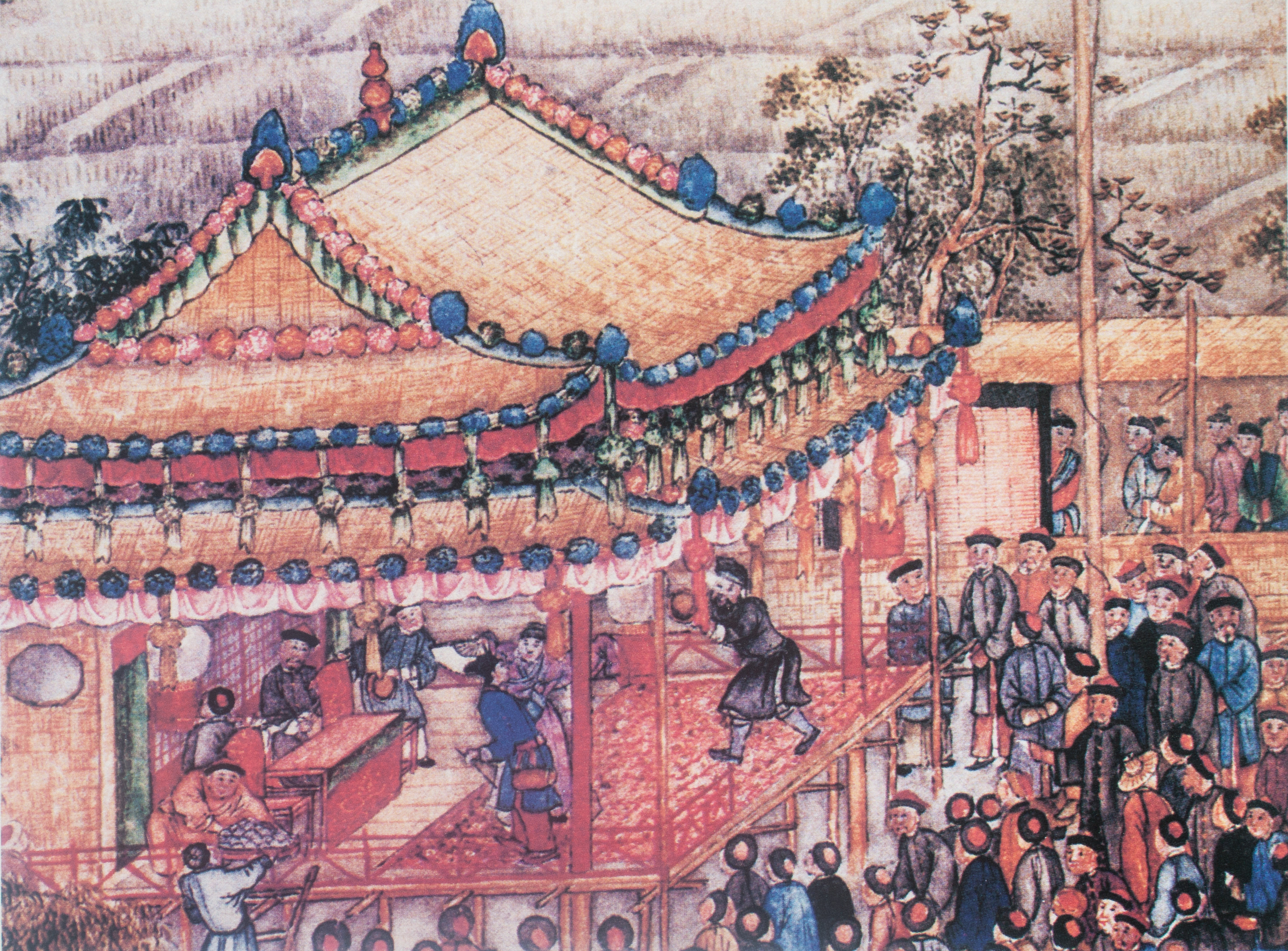
Theater
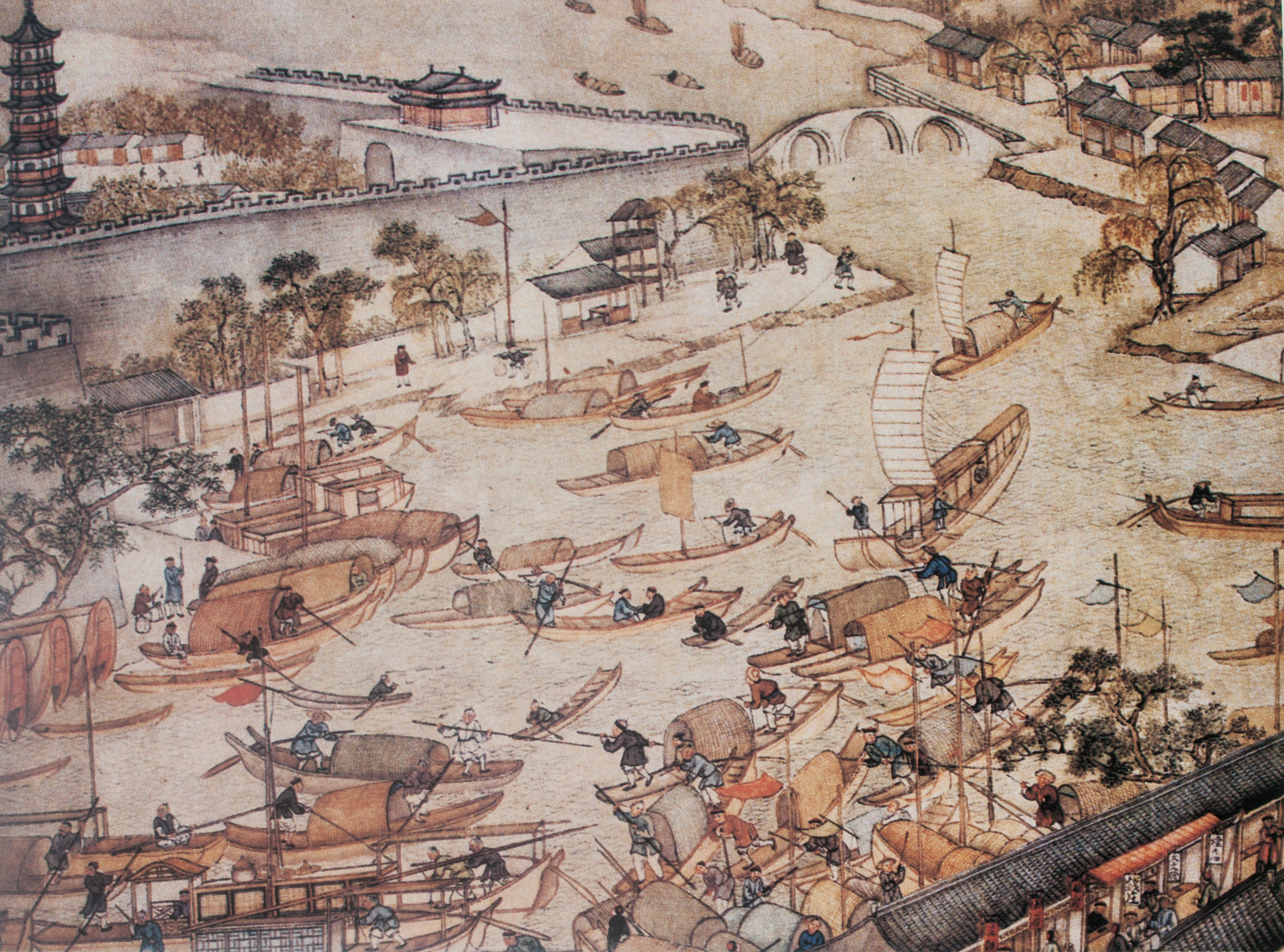
Handel op het water
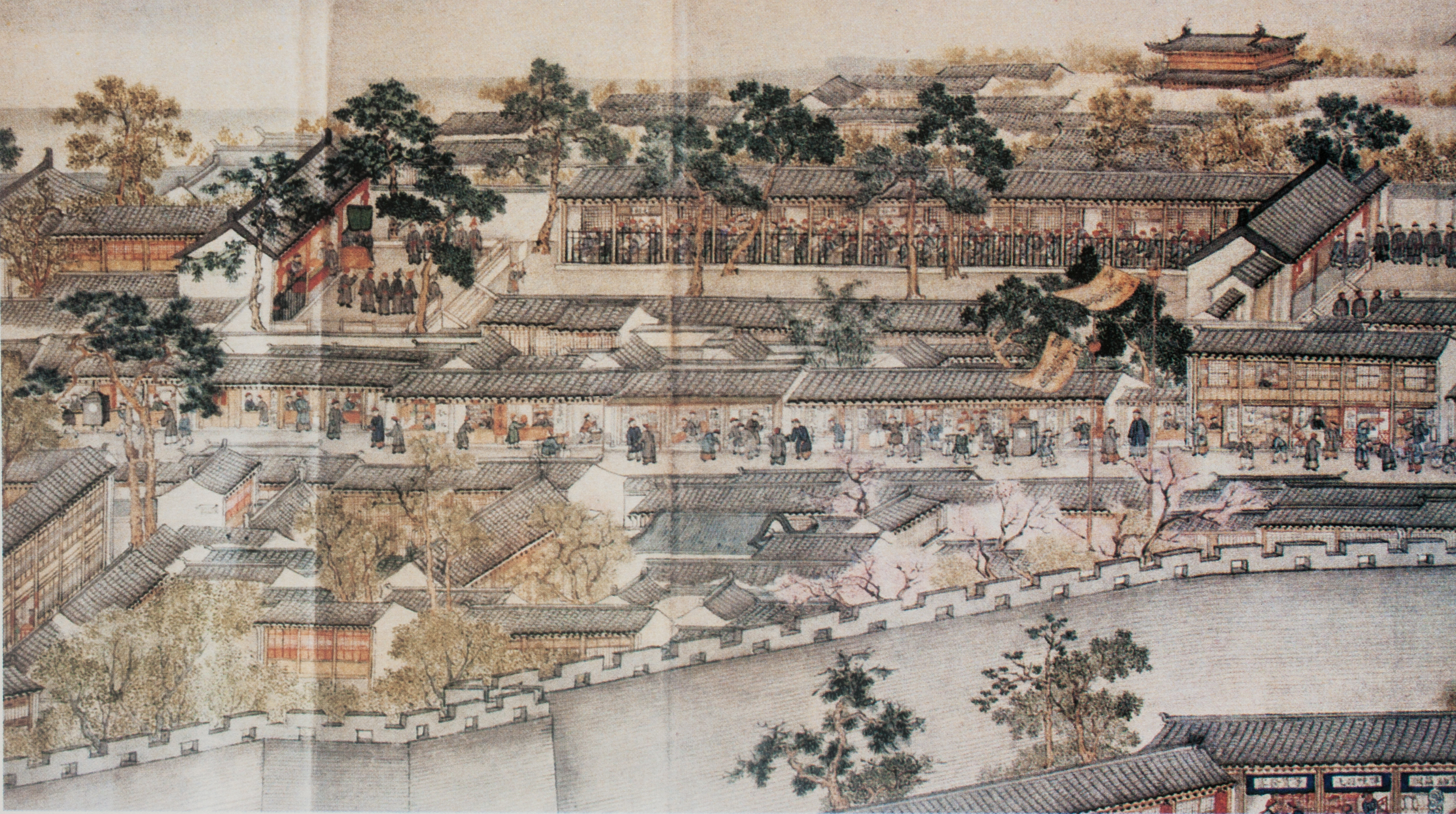
Examenhal
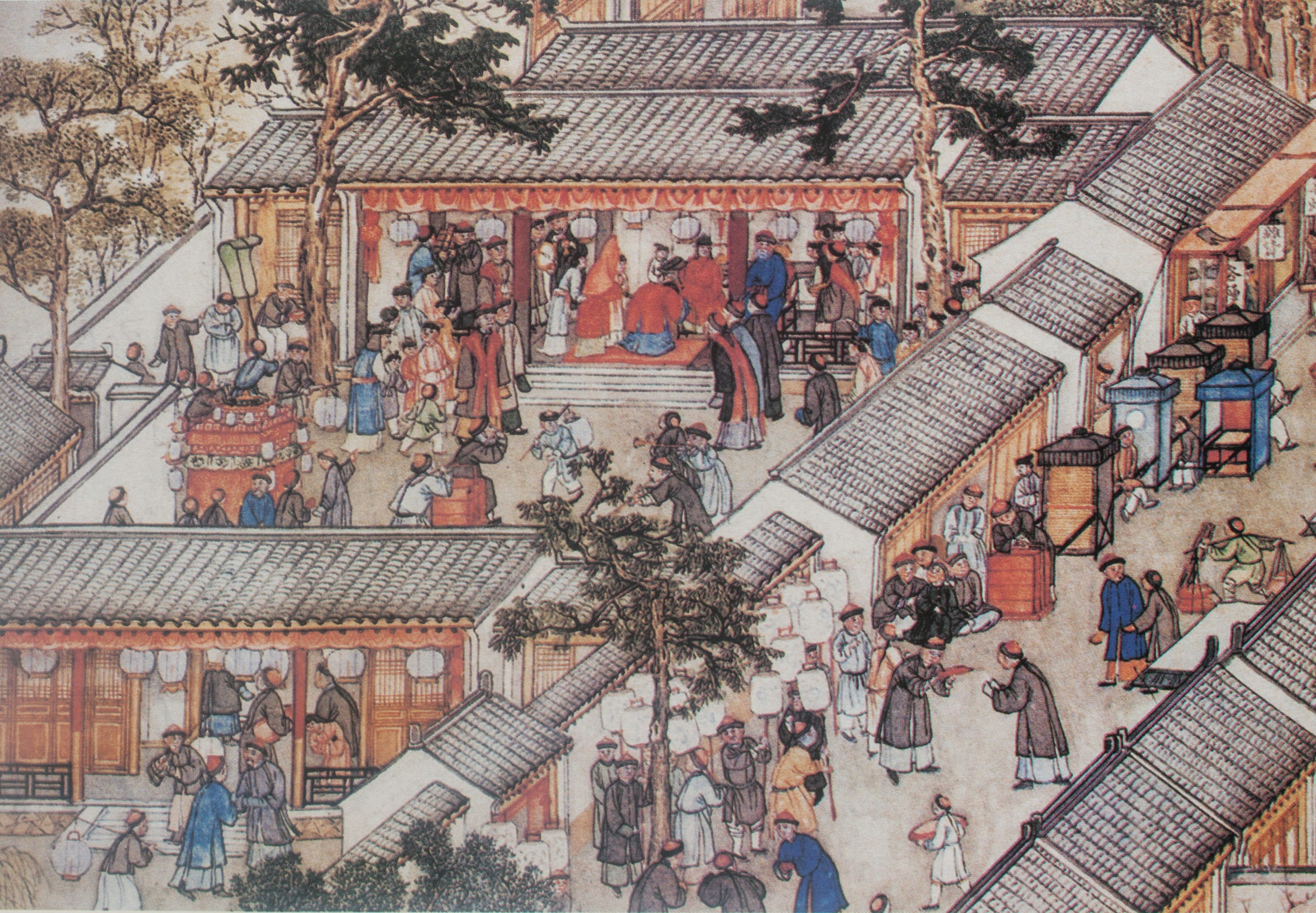
Huwelijksceremonie
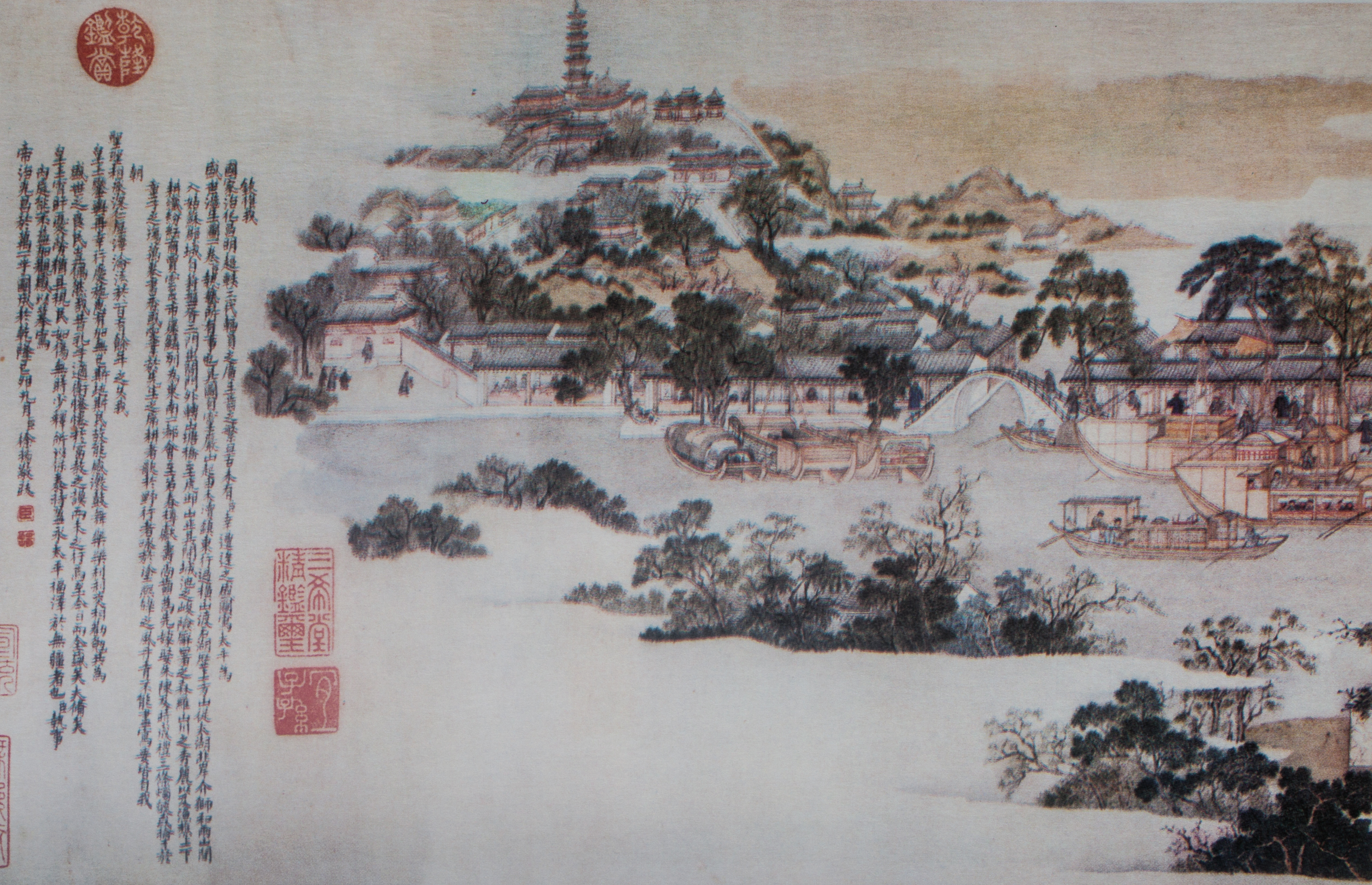
Xu's inscriptie naasf de Tijgerheuvel